# 헌트 투 킬
헌트 투 킬(Hunt To Kill)은 캐나다에서 제작된 키오니 왁스먼 감독의 2010년 액션, 스릴러 영화이다. 스티브 오스틴 등이 주연으로 출연하였고 잭 나서 등이 제작에 참여하였다.

## 출연

### 주연
- 스티브 오스틴
- 길 벨로우스

### 조연
- 게리 다니엘스
- 마리 아브게로폴로스
- 에밀리 울러럽
- 마이클 에크런드
- 도넬리 로즈
- 마이클 호건
- 에릭 로버츠
- 애드리언 홈즈
- 브렌트 스테이트
- 다시 로리
- 빅터 포모서

## 제작진
- 미술: 브라이언 데이비
- 세트: 그레이슨 호시
- 의상: 안드리아 드스로체스
- 배역: 캔디스 엘진가